# Orrstown (Pennsylvanie)
Orrstown est un borough situé à l'est du comté de Franklin, en Pennsylvanie, aux États-Unis,. En 2010, il comptait une population de 262 habitants. Le borough est incorporé le 3 mai 1847.

## Démographie
Lors du recensement de 2010, le borough comptait une population de 262 habitants. Elle est estimée, en 2019, à 275 habitants.